# Taïfa d'Alpuente
 (avril 2022).
Si vous disposez d'ouvrages ou d'articles de référence ou si vous connaissez des sites web de qualité traitant du thème abordé ici, merci de compléter l'article en donnant les références utiles à sa vérifiabilité et en les liant à la section « Notes et références ».

Taifa d'Alpuente en 1038 à l'ouest du taifa de Valence.

Carte des royaumes de taïfa de la péninsule Ibérique en 1080.

La taïfa d'Alpuente, émirat d'Alpuente ou Al-Sahla est l'un des royaumes de taïfa issus de l'éclatement du califat de Cordoue en 1010. Elle est fondée dans la région d'Alpuente autour de 1018. Son territoire correspond approximativement à l'actuelle comarque valencienne de Los Serranos.
En 1103, la taïfa est occupée par les Almoravides et est intégrée dans la taïfa de Valence en 1145. En 1172, elle passe sous la domination des Almohades, jusqu'à son intégration au royaume de Murcie (musulman) en 1229. Enfin, elle est conquise en 1238 par Jacques Ier d'Aragon et son territoire est inclus dans le nouveau royaume de Valence.

## Liste des dirigeants
- Abdallah I ben Kasim 1018? - 1030
- Muhammad Yomm al-Dawlah 1030-1042
- Ahmad Adad al-Dawlah ?-1048
- Ibn Ahmad 1048
- Abdallah II Xanah al-Dawlah 1048-1092
- Ibn Abdallah ? 1092-1103